# Otto Schefbeck
Otto Schefbeck (* 25. September 1900 in Straubing; † 10. April 1972) war ein deutscher Rechtsanwalt und Politiker der CSU. Er gehörte dem Bayerischen Landtag in seiner ersten Wahlperiode nach dem Zweiten Weltkrieg an.

## Leben und Beruf
Schefbeck studierte Rechts- und Staatswissenschaften in München und Tübingen, 1927 legte er die Staatsprüfung für den höheren Justiz- und Verwaltungsdienst ab. Daraufhin war bei der Bayerischen Landessiedlung, einer Unterabteilung des Bayerischen Staatsministeriums für Land- und Forstwirtschaft beschäftigt. Im Oktober 1930 machte er sich als Rechtsanwalt in München selbstständig. Ferner unternahm er einige Auslandsreisen.

## Politik
1945 beteiligte sich Schefbeck an der Gründung der CSU. In ihrer Gründungszeit gehörte er dort dem vorläufigen Landesausschuss an, von 1948 bis 1951 war er Mitglied des CSU-Landesvorstands. 1946 wurde er in die Verfassunggebende Landesversammlung berufen. Im selben Jahr erfolgte seine Wahl in den Bayerischen Landtag. Als Schriftführer gehörte er dem Landtagspräsidium an, daneben war er Vorsitzender des Wirtschaftsausschusses und des Sonderausschusses zum Abschluss der Entnazifizierung. Nach dem Ende der Wahlperiode schied Schefbeck 1950 aus dem Landtag aus.